# Ivan Rilski
Sveti Ivan Rilski (bugarski: Свети преподобни Йоан Рилски Чудотворец; Skrino, Bugarska, oko 876. – Rila, Bugarska, 18. kolovoza 946.) najvažniji je bugarski svetac i zaštitnik Bugara, utemeljitelj Manastira Rila.
Rođen je oko 876. u Skrini kod Dupnice, a preminuo 18. kolovoza 946. Živio je za vladavine bugarskih vladara Borisa I., Simeona Velikog i Petra I. Bugarska pravoslavna crkva slavi ga 19. listopada.
Do 25. godine bio je pastir prije nego što se posvetio Bogu. Školovao se u manastiru sv. Dimitrija, gdje se i zaredio. Povukao se u gorje Rila gdje je osnovao manastir Rila i stekao ugled čudotvorca koji liječi teške bolesti.
Njegova se slava proširila i izvan Bugarske. Osobno ga je posjetio car Petar I., putujući 500 kilometara od prijestolnice, ali monah je odbio primiti cara, što je dodatno povećalo njegovu slavu.
Nakon njegove smrti 946. relikvije su mu prenesene u Sredec (današnja Sofija) gdje je proglašen svetim kao prvi bugarski svetac. Relikvije su kroz povijest više puta prenošene:
- U Esztergom ih je 1183. godine odveo mađarski kralj Bela III.
- Vraćene su Bugarima 1187.
- Car Asen ih prenosi u Trnovo 1195.
- Napokon su preneseni u manastir Rila 1496. gdje se i danas nalaze.

Životopis mu je sastavio patrijarh Jeftimije u 14. stoljeću, a prvi put je tiskan 1671. u Kijevu.
Kapela sv. Ivana Rilskog izgrađena je u Bugarskoj antarktičkoj bazi sv. Klimenta Ohridskog 2003. godine, i prva je pravoslavna građevina na  Antarktici i najjužnija pravoslavna bogomolja u svijetu.